# Lijst van personen uit Guadalajara
Deze lijst van personen uit Guadalajara betreft bekende personen die in de Mexicaanse stad Guadalajara zijn geboren.

## Geboren in Guadalajara

### Voor 1900
- Gómez Suárez de Figueroa (1567-1634), veldheer
- Valentín Gómez Farías (1781-1858), politicus, president 1833-1834, 1846
- José Justo Corro (1794-1864), politicus, president 1836-1837
- Ignacio Vallarta (1830-1893), politicus
- Francisco Márquez (1834-1847), een van de Niños Héroes
- Bernardo Reyes (1850-1913), politicus en militair
- Román Adame Rosales (1859-1927), cristero en heilige
- Miguel Ángel de Quevedo (1862-1946), ingenieur
- Manuel M. Diéguez (1874-1924), revolutionair
- Dr. Atl (1875-1964), kunstschilder
- José Garibi y Rivera (1889-1972), aartsbisschop

### 20e eeuw

#### 1900–1949

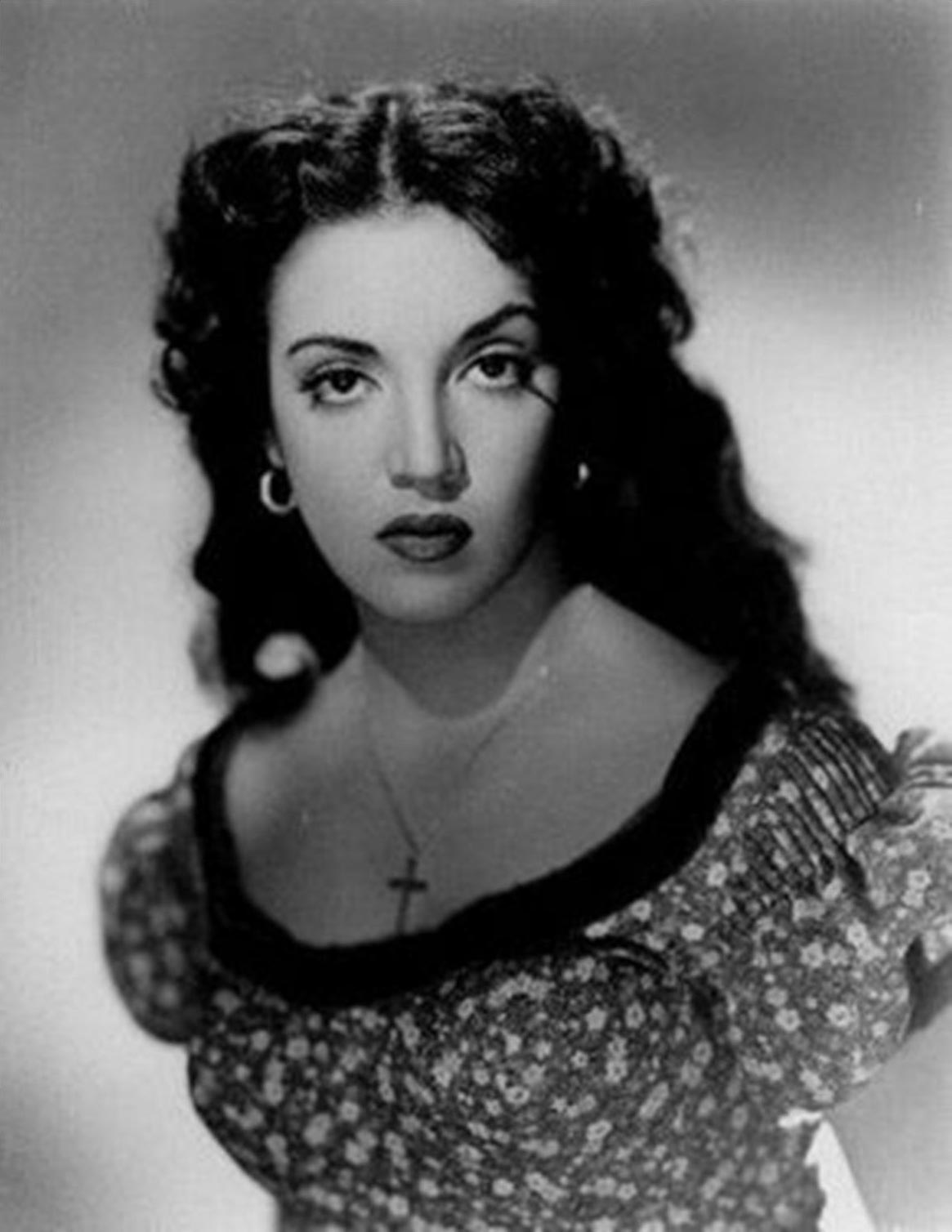
Actrice Katy Jurado (1924-2002)

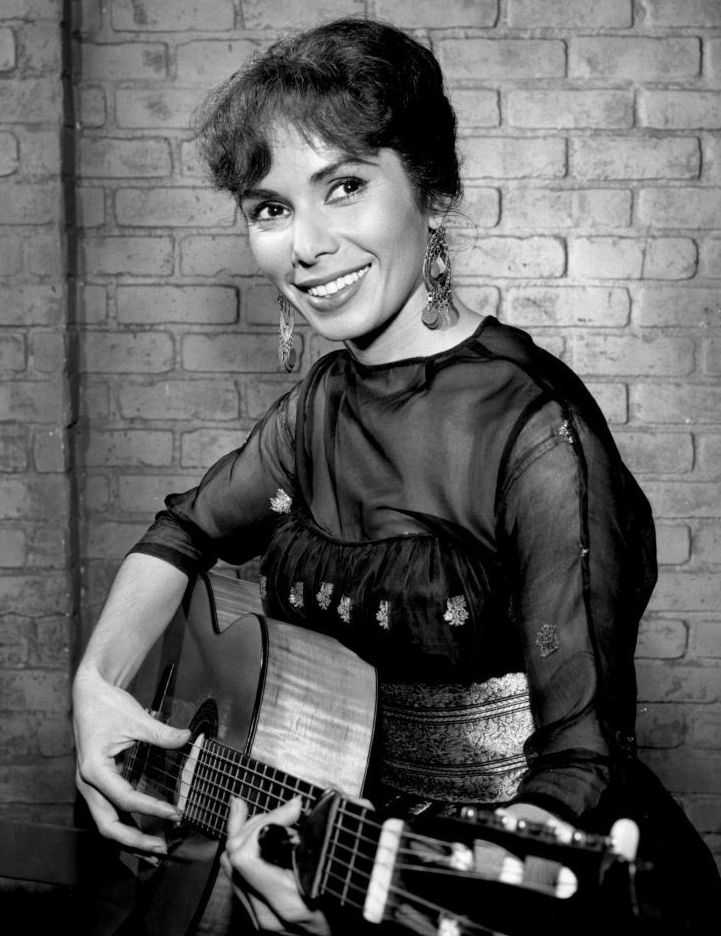
Actrice Margarita Cordova (1939)

- Luis Barragán (1902-1988), architect
- Agustín Yáñez (1904-1980), schrijver en politicus
- José Pablo Moncayo García (1912-1958), componist, muziekpedagoog en dirigent
- Griselda Álvarez (1913-2009), schrijfster en politica
- Ignacio Trelles (1916-2020), voetballer en trainer
- Guillermo González Camarena (1917-1965), ingenieur en uitvinder
- Juan Soriano (1920-2006), kunstschilder en beeldhouwer
- Francisco Raúl Villalobos Padilla (1921-2022), bisschop
- Katy Jurado (1924-2002), actrice
- María Esther Zuno (1924-1999), first lady
- Efraín González Morfín (1929), politicus
- Vicente Leñero (1933), schrijver
- Salvador Reyes (1936), voetballer
- Margarita Cordova (1939), actrice
- Vicente Fernández (1940-2021), zanger

#### 1950–1969

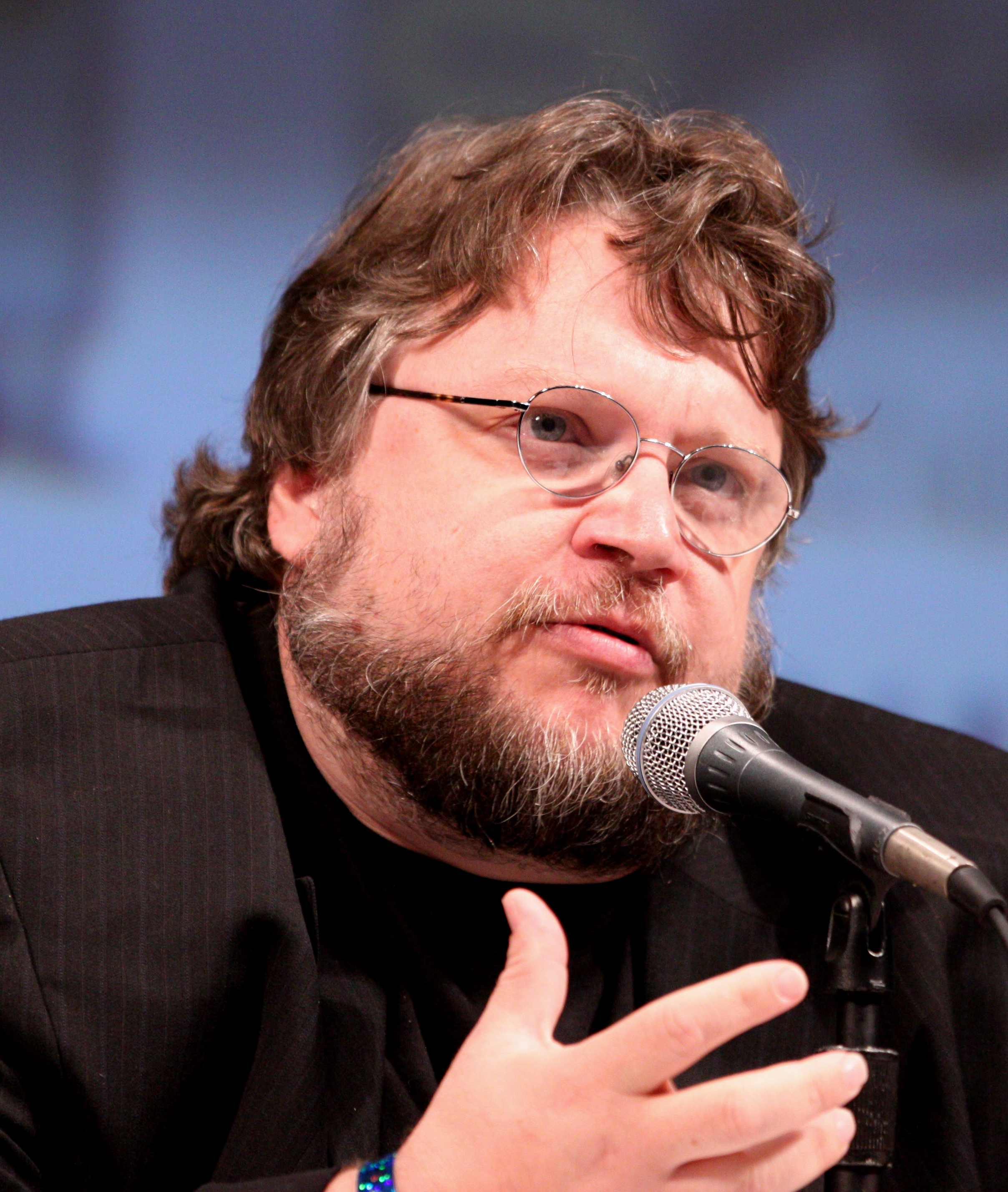
Filmregisseur Guillermo del Toro (1964)

- Zeferino Torreblanca (1954), politicus
- Alfonso Petersen Farah (1961), politicus
- Ney González (1963), politicus
- Guillermo del Toro (1964), regisseur
- José Manuel de la Torre (1965), voetballer
- Agustín Moreno (1967), tennisser

#### 1970–1979
- Pablo Montero (1970), zanger

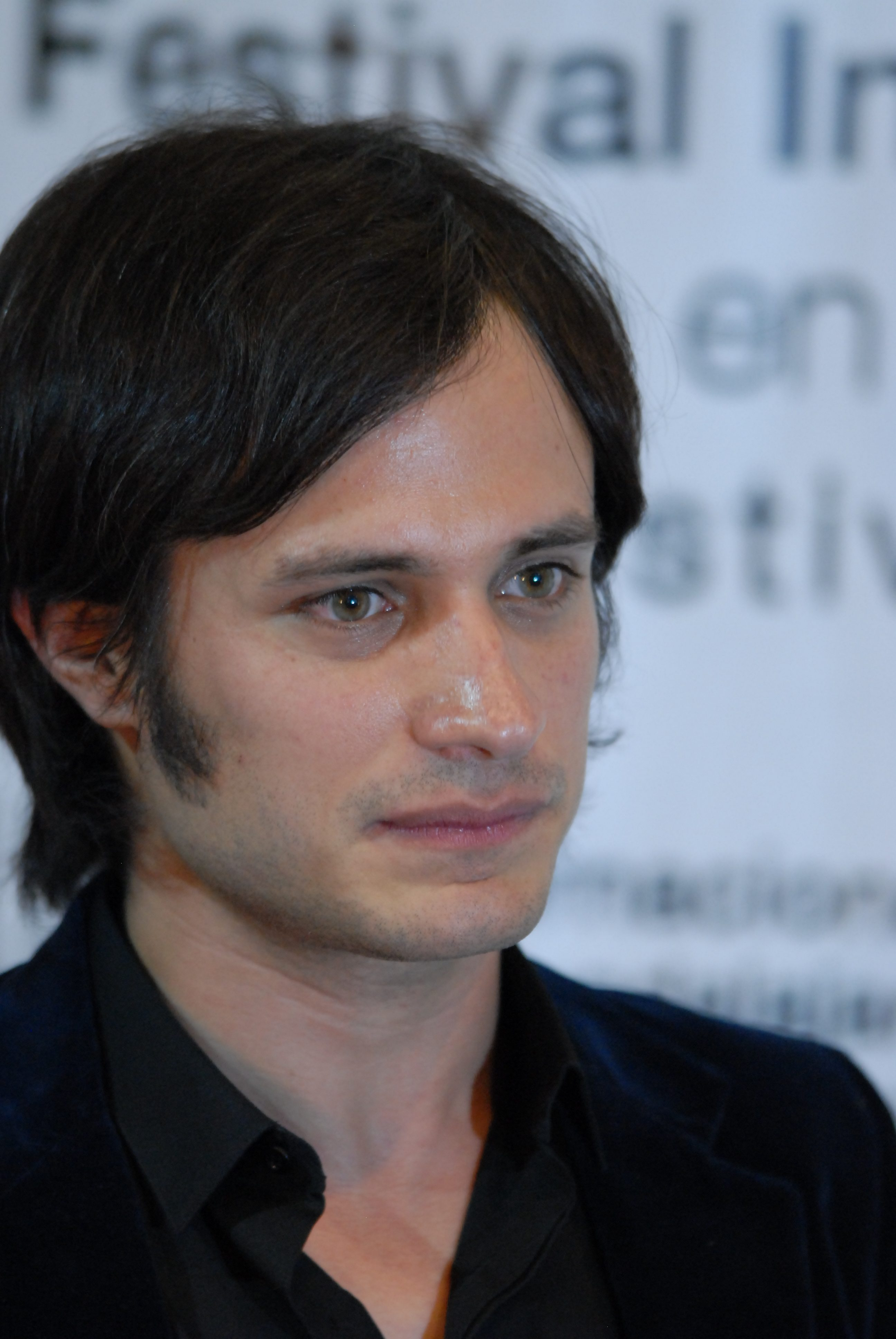
Acteur Gael García Bernal (1978)

- Alejandro Fernández (1971), zanger
- Oswaldo Sánchez (1973), voetballer
- Fausto Esparza (1974), wielrenner
- Javier Rosas (1974), triatleet
- Ruth Livier (1975), actrice
- Iyari Limon (1976), actrice
- Antonio Ortuño (1976), schrijver en journalist
- Pável Pardo (1976), voetballer
- Gael García Bernal (1978), acteur

#### 1980–1989

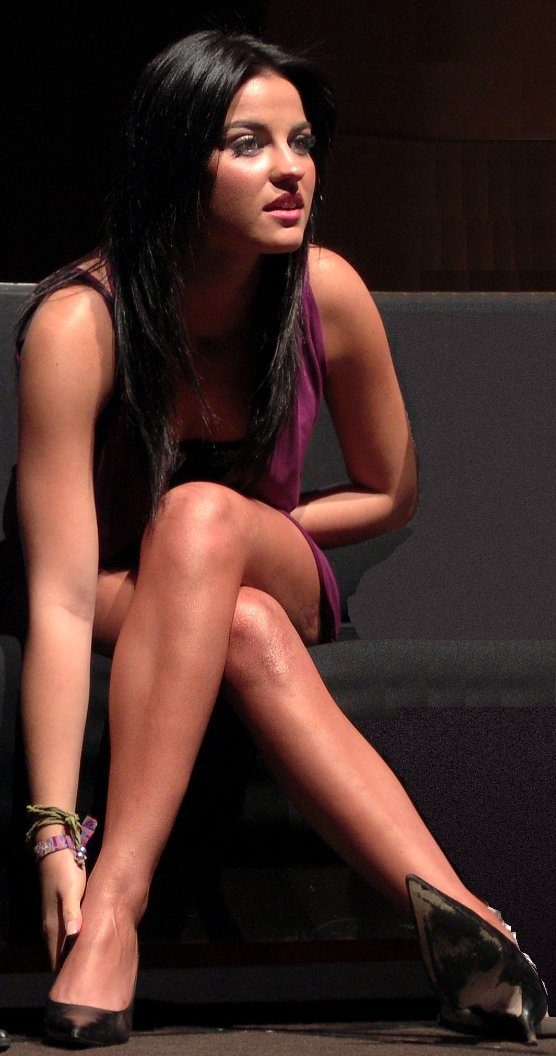
Actrice en zangeres Maite Perroni (1983)

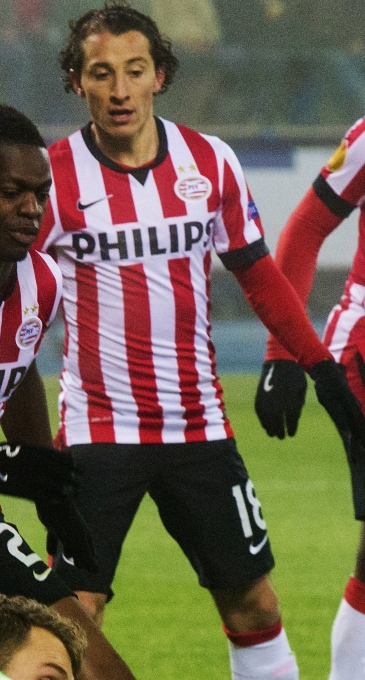
Voetballer Andrés Guardado (1986)

- José de Jesús Corona (1981), voetballer
- Manuel Garcia-Rulfo (1981), acteur
- Lorena Ochoa (1981), golfster
- Maite Perroni (1983) actrice, zangeres
- Sativa Rose (1984), pornoactrice
- Juan René Serrano (1984), boogschutter
- Guillermo Ochoa (1985), voetballer
- Andrés Guardado (1986), voetballer
- Edgar Mejía (1987), voetballer
- Miguel Ángel Reyes-Varela (1987), tennisspeler
- Adrián Aldrete (1988), voetballer
- Omar Esparza (1988), voetballer
- Jorge Hernández (1988), voetballer
- Javier Hernández (1988), voetballer

#### 1990–1999
- Sergio Pérez (1990), autocoureur
- Saúl Álvarez (1990), bokser
- Néstor Araujo (1991), voetballer
- Jorge Blanco (1991), acteur, zanger
- Ulises Dávila (1991), voetballer
- Erick Torres Padilla (1993), voetballer
- Carlos Salcedo (1993), voetballer
- Víctor Guzmán (1995), voetballer
- Jessica Salazar (1995), baanwielrenster
- José Juan Macías (1999), voetballer

### 21e eeuw

#### Vanaf 2000
- César Huerta (2000), voetballer